# Campeonato Brasileiro de Futebol de 1992
O Campeonato Brasileiro de Futebol de 1992 foi a 37.ª edição do Campeonato Brasileiro e foi vencido pelo Flamengo, em uma final contra o Botafogo.
Essa foi a segunda vez que dois clubes cariocas decidiram o Brasileiro, a exemplo de 1984, quando Fluminense e Vasco da Gama fizeram a final. Na primeira partida o Flamengo abriu vantagem confortável (3-0), e na segunda, perante mais de 122.000 pagantes o empate lhe concedeu o título, partida que ficou marcada também pela queda de grade da arquibancada do Maracanã, que deixou 3 mortos e dezenas de feridos.
Esse também foi o terceiro ano consecutivo, em que o Campeonato Brasileiro foi disputado por vinte clubes, e pela quinta vez seguida, com acesso e descenso, conforme recomendado pela FIFA.
Como a CBF resolveu ampliar a quantidade de equipes da edição de 1993 para 32, foi estabelecido antes do início do campeonato que os 12 primeiros colocados da Série B disputariam a Série A do ano seguinte.

## Participantes
| Equipe              | Cidade            | Estado | Em 1991      | Estádio (mando)  | Título(s)                                  |
| ------------------- | ----------------- | ------ | ------------ | ---------------- | ------------------------------------------ |
| Atlético Mineiro    | Belo Horizonte    | MG     | 3º           | Mineirão         | 2 (1937, 1971)                             |
| Atlético Paranaense | Curitiba          | PR     | 17º          | Pinheirão        | 0 (não possui)                             |
| Bahia               | Salvador          | BA     | 13º          | Fonte Nova       | 2 (1959, 1988)                             |
| Botafogo            | Rio de Janeiro    | RJ     | 12º          | Maracanã         | 1 (1968)                                   |
| Bragantino          | Bragança Paulista | SP     | 2º           | Marcelo Stéfani  | 0 (não possui)                             |
| Corinthians         | São Paulo         | SP     | 5º           | Pacaembu         | 1 (1990)                                   |
| Cruzeiro            | Belo Horizonte    | MG     | 16º          | Mineirão         | 1 (1966)                                   |
| Flamengo            | Rio de Janeiro    | RJ     | 9º           | Maracanã         | 3 (1980, 1982, 1983)                       |
| Fluminense          | Rio de Janeiro    | RJ     | 4º           | Maracanã         | 2 (1970, 1984)                             |
| Goiás               | Goiânia           | GO     | 15º          | Serra Dourada    | 0 (não possui)                             |
| Guarani             | Campinas          | SP     | 2º (Série B) | Brinco de Ouro   | 1 (1978)                                   |
| Internacional       | Porto Alegre      | RS     | 7º           | Beira-Rio        | 3 (1975, 1976, 1979)                       |
| Náutico             | Recife            | PE     | 14º          | Aflitos          | 0 (não possui)                             |
| Palmeiras           | São Paulo         | SP     | 6º           | Parque Antártica | 6 (1960, 1967, 1967 RGP, 1969, 1972, 1973) |
| Paysandu            | Belém             | PA     | 1º (Série B) | Curuzu           | 0 (não possui)                             |
| Portuguesa          | São Paulo         | SP     | 10º          | Canindé          | 0 (não possui)                             |
| Santos              | Santos            | SP     | 8º           | Vila Belmiro     | 6 (1961, 1962, 1963, 1964, 1965, 1968 RGP) |
| São Paulo           | São Paulo         | SP     | 1º           | Morumbi          | 3 (1977, 1986, 1991)                       |
| Sport               | Recife            | PE     | 18º          | Ilha do Retiro   | 1 (1987)                                   |
| Vasco da Gama       | Rio de Janeiro    | RJ     | 11º          | São Januário     | 2 (1974, 1989)                             |

## Fórmula de disputa
Primeira fase: vinte clubes jogando todos contra todos, em turno único. Classificam-se os oito primeiros para a fase final.
Segunda fase: oito clubes divididos em dois grupos de quatro; jogando em turno e returno dentro de cada grupo. Classificam-se para a final o vencedor de cada grupo.
Final: os finalistas se enfrentam, em dois jogos de ida e volta, tendo a vantagem do duplo empate a equipe com a melhor campanha em todo o campeonato.

## Primeira fase
| Pos. | Equipes             | P  | J  | V  | E  | D  | GP | GC | SG  | %  | Classificação ou rebaixamento |
| ---- | ------------------- | -- | -- | -- | -- | -- | -- | -- | --- | -- | ----------------------------- |
| 1    | Vasco da Gama       | 26 | 19 | 10 | 6  | 3  | 31 | 14 | +17 | 68 | Classificados à segunda fase  |
| 2    | Botafogo            | 24 | 19 | 11 | 2  | 6  | 37 | 23 | +14 | 63 | Classificados à segunda fase  |
| 3    | Bragantino          | 24 | 19 | 9  | 6  | 4  | 16 | 13 | +3  | 63 | Classificados à segunda fase  |
| 4    | Flamengo            | 22 | 19 | 8  | 6  | 5  | 32 | 24 | +8  | 58 | Classificados à segunda fase  |
| 5    | Corinthians         | 22 | 19 | 8  | 6  | 5  | 24 | 22 | +2  | 58 | Classificados à segunda fase  |
| 6    | São Paulo           | 21 | 19 | 8  | 5  | 6  | 22 | 16 | +6  | 55 | Classificados à segunda fase  |
| 7    | Cruzeiro            | 21 | 19 | 7  | 7  | 5  | 20 | 14 | +6  | 55 | Classificados à segunda fase  |
| 8    | Santos              | 21 | 19 | 7  | 7  | 5  | 23 | 18 | +5  | 55 | Classificados à segunda fase  |
| 9    | Guarani             | 20 | 19 | 8  | 4  | 7  | 15 | 19 | –4  | 53 |                               |
| 10   | Internacional       | 20 | 19 | 7  | 6  | 6  | 19 | 20 | –1  | 53 |                               |
| 11   | Palmeiras           | 19 | 19 | 8  | 3  | 8  | 23 | 17 | +6  | 50 |                               |
| 12   | Sport               | 19 | 19 | 4  | 11 | 4  | 15 | 15 | 0   | 50 |                               |
| 13   | Atlético Mineiro    | 18 | 19 | 6  | 6  | 7  | 15 | 18 | –3  | 47 |                               |
| 14   | Fluminense          | 18 | 19 | 5  | 8  | 6  | 21 | 19 | +2  | 47 |                               |
| 15   | Atlético Paranaense | 16 | 19 | 5  | 6  | 8  | 19 | 32 | –13 | 42 |                               |
| 16   | Portuguesa          | 15 | 19 | 4  | 7  | 8  | 21 | 26 | –5  | 39 |                               |
| 17   | Goiás               | 15 | 19 | 4  | 7  | 8  | 23 | 34 | –13 | 39 |                               |
| 18   | Bahia               | 14 | 19 | 4  | 6  | 9  | 20 | 24 | –4  | 37 |                               |
| 19   | Náutico             | 13 | 19 | 3  | 7  | 9  | 17 | 29 | –12 | 34 |                               |
| 20   | Paysandu            | 12 | 19 | 5  | 2  | 12 | 19 | 35 | –16 | 32 |                               |

## Desempenho por rodada
Clubes que lideraram o campeonato ao final de cada rodada:
| 1   | 2   | 3   | 4   | 5   | 6   | 7   | 8   | 9   | 10  | 11  | 12  | 13  | 14  | 15  | 16  | 17  | 18  | 19  |
| VAS | BOT | VAS | VAS | VAS | VAS | VAS | VAS | VAS | VAS | VAS | VAS | VAS | VAS | BOT | BOT | BOT | VAS | VAS |

Clubes que ficaram na última posição do campeonato ao final de cada rodada:
| 1   | 2   | 3   | 4   | 5   | 6   | 7   | 8   | 9   | 10  | 11  | 12  | 13  | 14  | 15  | 16  | 17  | 18  | 19  |
| COR | GUA | GUA | GUA | GUA | ATM | ATM | ATM | ATM | ATM | ATM | ATM | ATM | NAU | PAY | PAY | PAY | PAY | PAY |

## Segunda fase

### Grupo 1
| Pos. | Equipes       | P | J | V | E | D | GP | GC | SG | %  | Classificação ou rebaixamento |
| ---- | ------------- | - | - | - | - | - | -- | -- | -- | -- | ----------------------------- |
| 1    | Flamengo      | 7 | 6 | 3 | 1 | 2 | 7  | 5  | +2 | 58 | Classificado à final          |
| 2    | Vasco da Gama | 6 | 6 | 1 | 4 | 1 | 10 | 9  | +1 | 50 |                               |
| 3    | São Paulo     | 6 | 6 | 2 | 2 | 2 | 6  | 7  | –1 | 50 |                               |
| 4    | Santos        | 5 | 6 | 1 | 3 | 2 | 7  | 9  | –2 | 41 |                               |

### Grupo 2
| Pos. | Equipes     | P | J | V | E | D | GP | GC | SG | %  | Classificação ou rebaixamento |
| ---- | ----------- | - | - | - | - | - | -- | -- | -- | -- | ----------------------------- |
| 1    | Botafogo    | 9 | 6 | 4 | 1 | 1 | 7  | 4  | +3 | 75 | Classificado à final          |
| 2    | Bragantino  | 8 | 6 | 3 | 2 | 1 | 6  | 4  | +2 | 66 |                               |
| 3    | Corinthians | 5 | 6 | 2 | 1 | 3 | 8  | 7  | +1 | 41 |                               |
| 4    | Cruzeiro    | 2 | 6 | 1 | 0 | 5 | 5  | 11 | –6 | 16 |                               |

## Final
O Botafogo, com a melhor campanha na competição, entrou na decisão precisando apenas de dois empates, ou de um empate na soma dos resultados, mas o Flamengo fez 3-0 no primeiro jogo e reverteu a vantagem.
| 12 de Julho de 1992 | Flamengo                            | 3 – 0 | Botafogo | Maracanã (Rio de Janeiro) Público: 102.547 Árbitro: José Roberto Wright |
|                     | Júnior 15' · Nélio 34' · Gaúcho 38' |       |          |                                                                         |

|  | Flamengo | Botafogo |

| G              | 1  | Gilmar          |                 |
| LD             | 2  | Fabinho         |                 |
| Z              | 3  | Júnior Baiano   |                 |
| Z              | 4  | Wilson Gottardo |                 |
| LE             | 6  | Piá             |                 |
| V              | 8  | Uidemar         |                 |
| M              | 5  | Júnior          |                 |
| M              | 11 | Zinho           |                 |
| A              | 7  | Júlio César     | Substituído     |
| A              | 9  | Gaúcho          |                 |
| A              | 10 | Nélio           | Substituído     |
| Substituições: |    |                 |                 |
| M              |    | Marcelinho      | Entrou em campo |
| A              |    | Paulo Nunes     | Entrou em campo |
| Treinador:     |    |                 |                 |
| Carlinhos      |    |                 |                 |

| G              | 1  | Ricardo Cruz          |
| LD             | 4  | Odemilson             |
| Z              | 2  | Renê Playboy          |
| Z              | 3  | Márcio Santos         |
| LE             | 6  | Válber                |
| V              | 5  | Carlos Alberto Santos |
| V              | 8  | Pingo                 |
| M              | 10 | C. Alberto Dias       |
| A              | 7  | Renato Gaúcho         |
| A              | 9  | Pichetti              |
| A              | 11 | Valdeir               |
| Substituições: |    |                       |
| Treinador:     |    |                       |
| Gil            |    |                       |

- No dia seguinte ao primeiro jogo, a comemoração rubro-negra se estendeu em um churrasco na casa do atacante Gaúcho. Renato Gaúcho, a estrela do Botafogo, compareceu ao churrasco flamenguista, gerando uma polêmica que resultou no seu afastamento da equipe.

| 19 de Julho de 1992 | Botafogo                   | 2 – 2 | Flamengo                     | Maracanã (Rio de Janeiro) Público: 122.001 Árbitro: José Roberto Wright |
|                     | Pichetti 83' · Valdeir 88' |       | Júnior 42' · Júlio César 55' |                                                                         |

|  | Botafogo | Flamengo |

| G              | 1  | Ricardo Cruz        |                               |     |
| LD             | 4  | Odemilson           | Penalizado com cartão amarelo |     |
| Z              | 2  | Renê Playboy        | 89'                           |     |
| Z              | 3  | Márcio Santos       |                               |     |
| LE             | 6  | Válber              | Penalizado com cartão amarelo |     |
| V              | 5  | C. Alberto Santos   |                               |     |
| V              | 8  | Pingo               | Penalizado com cartão amarelo |     |
| M              | 10 | Carlos Alberto Dias |                               |     |
| A              | 7  | Vivinho             |                               | 74' |
| A              | 9  | Chicão              |                               | 74' |
| A              | 11 | Valdeir             | Penalizado com cartão amarelo |     |
| Substituições: |    |                     |                               |     |
| A              | 15 | Jeferson            | 74'                           |     |
| A              | 16 | Pichetti            | 74'                           |     |
| Treinador:     |    |                     |                               |     |
| Gil            |    |                     |                               |     |

| G              | 1  | Gilmar          |                               |     |
| LD             | 2  | Charles         |                               |     |
| Z              | 3  | Gélson Baresi   |                               |     |
| Z              | 4  | Wilson Gottardo | 89'                           |     |
| LE             | 6  | Piá             |                               |     |
| V              | 10 | Fabinho         |                               | 75' |
| M              | 5  | Júnior          |                               |     |
| M              | 8  | Uidemar         |                               |     |
| A              | 7  | Júlio César     |                               |     |
| A              | 9  | Gaúcho          | Penalizado com cartão amarelo | 86' |
| A              | 11 | Zinho           |                               |     |
| Substituições: |    |                 |                               |     |
| V              | 15 | Mauro           | 75'                           |     |
| M              | 13 | Djalminha       | 86'                           |     |
| Treinador:     |    |                 |                               |     |
| Carlinhos      |    |                 |                               |     |

- Durante o jogo, uma grade da arquibancada do Maracanã cedeu, provocando a queda de centenas de pessoas para o anel inferior, e a morte de 3 torcedores. A partir daí o Maracanã foi reformado.

## Premiação
| Campeonato Brasileiro de Futebol de 1992      |
| Rio de Janeiro                                |
| --------------------------------------------- |
| Clube de Regatas Flamengo Campeão (4° título) |

## Classificação geral
| Pos. | Equipes             | P  | J  | V  | E  | D  | GP | GC | SG  | %  | Classificação ou rebaixamento                  |
| ---- | ------------------- | -- | -- | -- | -- | -- | -- | -- | --- | -- | ---------------------------------------------- |
| 1    | Flamengo            | 32 | 27 | 12 | 8  | 7  | 44 | 31 | +13 | 59 | Fase de grupos da Copa Libertadores de 1993    |
| 2    | Botafogo            | 34 | 27 | 15 | 4  | 8  | 46 | 32 | +14 | 63 | Copa Conmebol de 1993                          |
| 3    | Bragantino          | 32 | 25 | 12 | 8  | 5  | 22 | 17 | +5  | 64 | Copa Conmebol de 1993                          |
| 4    | Vasco da Gama       | 32 | 25 | 11 | 10 | 4  | 41 | 23 | +18 | 64 | Copa Conmebol de 1993                          |
| 5    | São Paulo           | 27 | 25 | 10 | 7  | 8  | 28 | 23 | +5  | 54 | Oitavas de final da Copa Libertadores de 19931 |
| 6    | Corinthians         | 27 | 25 | 10 | 7  | 8  | 32 | 29 | +3  | 54 |                                                |
| 7    | Santos              | 26 | 25 | 8  | 10 | 7  | 30 | 27 | +3  | 52 |                                                |
| 8    | Cruzeiro            | 23 | 25 | 8  | 7  | 10 | 25 | 25 | 0   | 46 |                                                |
| 9    | Guarani             | 20 | 19 | 8  | 4  | 7  | 15 | 19 | –4  | 53 |                                                |
| 10   | Internacional       | 20 | 19 | 7  | 6  | 6  | 19 | 20 | –1  | 53 | Fase de grupos da Copa Libertadores de 19931   |
| 11   | Palmeiras           | 19 | 19 | 8  | 3  | 8  | 23 | 17 | +6  | 50 |                                                |
| 12   | Sport               | 19 | 19 | 4  | 11 | 4  | 15 | 15 | 0   | 50 |                                                |
| 13   | Atlético Mineiro    | 18 | 19 | 6  | 6  | 7  | 15 | 18 | –3  | 47 | Copa Conmebol de 19932                         |
| 14   | Fluminense          | 18 | 19 | 5  | 8  | 6  | 21 | 19 | +2  | 47 | Copa Conmebol de 19932                         |
| 15   | Atlético Paranaense | 16 | 19 | 5  | 6  | 8  | 19 | 32 | –13 | 42 |                                                |
| 16   | Portuguesa          | 15 | 19 | 4  | 7  | 8  | 21 | 26 | –5  | 39 |                                                |
| 17   | Goiás               | 15 | 19 | 4  | 7  | 8  | 23 | 34 | –13 | 39 |                                                |
| 18   | Bahia               | 14 | 19 | 4  | 6  | 9  | 20 | 24 | –4  | 37 |                                                |
| 19   | Náutico             | 13 | 19 | 3  | 7  | 9  | 17 | 29 | –12 | 34 |                                                |
| 20   | Paysandu            | 12 | 19 | 5  | 2  | 12 | 19 | 35 | –16 | 32 |                                                |

1São Paulo e Internacional tinham vaga garantida na Copa Libertadores de 1993 por serem campeões da Copa Libertadores 1992 e da Copa do Brasil de 1992, respectivamente.

2Atlético Mineiro e Fluminense tinham vaga garantida na Copa Conmebol de 1993 por ser campeão da Copa Conmebol de 1992 e por ser vice-campeão da Copa do Brasil de 1992, respectivamente.

## Principais artilheiros
1. Bebeto (Vasco), 18 gols;
2. Chicão (Botafogo) e Paulinho McLaren (Santos), 12 gols cada.

## Elenco campeão
| Jogador            | Posição  |
| ------------------ | -------- |
| Adriano            | Goleiro  |
| Charles            | Lateral  |
| Cláudio            | Lateral  |
| Cruvinel           | Atacante |
| Djalminha          | Meia     |
| Fabinho            | Volante  |
| Gaúcho             | Atacante |
| Gélson             | Zagueiro |
| Gilmar             | Goleiro  |
| Júlio César        | Atacante |
| Júnior             | Volante  |
| Júnior Baiano      | Zagueiro |
| Luís Antônio       | Atacante |
| Marcelinho Carioca | Meia     |
| Marco Antônio      | Lateral  |
| Marquinhos         | Meia     |
| Mauro              | Zagueiro |
| Nélio              | Atacante |
| Paulo Nunes        | Atacante |
| Piá                | Lateral  |
| Roger              | Goleiro  |
| Rogério            | Zagueiro |
| Sandro Becker      | Zagueiro |
| Sávio              | Atacante |
| Toto               | Atacante |
| Uidemar            | Volante  |
| Wilson Gottardo    | Zagueiro |
| Zé Ricardo         | Meia     |
| Zinho              | Meia     |
|                    |          |
| Carlinhos          | Técnico  |
|                    |          |

## Campanha do Campeão
| Rodada | Data       | Jogo                               | Fase    | Ref    |
| ------ | ---------- | ---------------------------------- | ------- | ------ |
| 1      | 29/01/1992 | Bahia 1 x 1 Flamengo               | 1ª fase |        |
| 2      | 03/02/1992 | Guarani 1 x 3 Flamengo             | 1ª fase | [ 6 ]  |
| 3      | 09/02/1992 | Flamengo 2 x 2 Botafogo            | 1ª fase |        |
| 4      | 15/02/1992 | Palmeiras 1 x 2 Flamengo           | 1ª fase |        |
| 5      | 19/02/1992 | Flamengo 3 x 2 São Paulo           | 1ª fase | [ 7 ]  |
| 6      | 24/02/1992 | Flamengo 1 x 2 Cruzeiro            | 1ª fase |        |
| 7      | 07/03/1992 | Santos 2 x 0 Flamengo              | 1ª fase |        |
| 8      | 11/03/1992 | Atlético Mineiro 1 x 1 Flamengo    | 1ª fase |        |
| 9      | 14/03/1992 | Flamengo 0 x 1 Bragantino          | 1ª fase |        |
| 10     | 21/03/1992 | Náutico 0 x 0 Flamengo             | 1ª fase | [ 8 ]  |
| 11     | 29/03/1992 | Flamengo 2 x 4 Vasco               | 1ª fase |        |
| 12     | 05/04/1992 | Flamengo 2 x 0 Atlético Paranaense | 1ª fase |        |
| 13     | 12/04/1992 | Corinthians 1 x 3 Flamengo         | 1ª fase |        |
| 14     | 19/04/1992 | Flamengo 1 x 1 Fluminense          | 1ª fase |        |
| 15     | 26/04/1992 | Flamengo 1 x 2 Sport               | 1ª fase | [ 9 ]  |
| 16     | 03/05/1992 | Flamengo 4 x 1 Paysandu            | 1ª fase |        |
| 17     | 09/05/1992 | Portuguesa 1 x 1 Flamengo          | 1ª fase |        |
| 18     | 24/05/1992 | Flamengo 3 x 1 Goiás               | 1ª fase |        |
| 19     | 31/05/1992 | Flamengo 2 x 0 Internacional       | 1ª fase | [ 10 ] |
| 20     | 14/06/1992 | Flamengo 1 x 0 São Paulo           | 2ª fase | [ 11 ] |
| 21     | 20/06/1992 | Santos 1 x 0 Flamengo              | 2ª fase |        |
| 22     | 28/06/1992 | Flamengo 1 x 1 Vasco               | 2ª fase |        |
| 23     | 01/07/1992 | Flamengo 2 x 0 Vasco               | 2ª fase |        |
| 24     | 04/07/1992 | São Paulo 2 x 0 Flamengo           | 2ª fase |        |
| 25     | 08/07/1992 | Flamengo 3 x 1 Santos              | 2ª fase | [ 12 ] |
| 26     | 12/07/1992 | Flamengo 3 x 0 Botafogo            | Final   | [ 13 ] |
| 27     | 19/07/1992 | Flamengo 2 x 2 Botafogo            | Final   | [ 14 ] |

Fonte: livro a nação.